# Bpost banque
 (octobre 2023).
 (octobre 2023).
bpost banque était une banque créée en septembre 1995 en Belgique et disparue le 22 janvier 2024, sous la forme d'une société anonyme. Elle est reconnue par la Commission Bancaire et Financière. Elle est le résultat d'un partenariat 50/50 entre bpost et BNP Paribas Fortis et est gérée de manière totalement autonome dans un cadre d'équivalence entre les deux actionnaires.
bpost est le distributeur exclusif des produits commercialisés par bpost banque. Il bénéficie par ailleurs du savoir-faire bancaire du groupe BNP Paribas pour le développement et le lancement de ses produits.
Depuis sa création en 1995, bpost banque est devenue une banque à part entière, proposant une offre complète de produits simples de banque et d'assurance. Elle s'est positionnée dès le départ comme une banque à visage humain, à laquelle tout le monde peut s'adresser.
bpost banque gère aujourd'hui 10 milliards d'euros d'actifs pour le compte de plus de 1,1 million de clients avec environ 51-200 salarié(e)s.
À partir du 22 janvier 2024, tous les clients de chez bpost banque sont transférés chez BNP Paribas Fortis, ce qui marque la disparition de la marque.